# Guy Drut
Guy Drut född 6 december 1950 i Oignies, Pas-de-Calais är en fransk före detta friidrottare.
Drut var en av världens bästa på 110 m häck under 1970-talet. Vid Olympiska sommarspelen 1972 i München erövrade fransmannen silvermedaljen efter amerikanen Rodney Milburn, men vid Olympiska sommarspelen 1976 i Montréal segrade europamästaren från 1974 och tog guldmedaljen.
Efter avslutad idrottskarriär engagerade sig Drut för politik och var ungdoms- och idrottsminister i Alain Juppés konservativa regering mellan 1995 och 1997. Sedan 1996 är Guy Drut ledamot av Internationella olympiska kommittén.
I slutet av 2005 dömdes Drut av fransk domstol till ett 15 månader långt fängelsestraff för bl.a. korruption och till dess att överklaganden har behandlats är han av IOK tills vidare avstängd från arbetet i IOK.
2006 beviljade dåvarande presidenten Jacques Chirac i enlighet med en speciallag amnesti, varigenom Frankrike återfick platsen i IOK.